# Франко (экономика)
Фра́нко (от итал. franco «свободно», фр. franco, англ. free) — торговый термин, обозначающий определённое место, обозначенное в договоре купли-продажи, за доставку товара в которое вся ответственность и расходы ложатся на продавца. После доставки товара в это место, все расходы и ответственность за товар начинает нести покупатель.
Различают франко-вагон (англ. Free On Rail, FOR) — когда на продавца ложится обязанность по заказу вагонов, погрузке товара, отправке вагонов на станцию назначения и уведомлению покупателя о времени и месте прибытия вагонов; франко-склад поставщика, франко-склад покупателя, франко-потребитель, франко-станция отправления (ФСО), франко-строительная площадка, франко-порт отправления, франко-порт назначения, франко-борт судна, франко-причал, франко-резервуар, франко-аэропорт, франко-док, франко-пристань и т. д.
Цена «франко» — оптовая цена с учётом транспортных расходов по доставке товара до места приёма покупателем.